# جان اکلس نیکسون
جان اکلس نیکسون (انگلیسی: John Nixon؛ ۱۶ اوت ۱۸۵۷ – ۱۵ دسامبر ۱۹۲۱ (۶۴ ساله)) فرد نظامی اهل پادشاهی متحد بریتانیای کبیر و ایرلند بود. وی همچنین برندهٔ جوایزی همچون نشان حمام شده‌است.